# Predrag Vujović
Predrag Vujović, cyr. Пpeдpaг Вуjoвић (ur. 20 sierpnia 1983 w Kruševacu) – serbski piłkarz grający na pozycji defensywnego pomocnika.

## Przebieg kariery
Seniorską karierę rozpoczynał w Napredaku Kruševac. W 2005 roku za 35 tysięcy euro zakupiła go Wisła Płock. Ze względu na nieregularne występy w 2006 roku miał zostać wypożyczony do Polonii Warszawa. Do wypożyczenia jednak nie doszło i latem 2006 roku opuścił Polskę, zostając piłkarzem Vojvodiny Nowy Sad, a pół roku później – Borca Čačak. W 2007 roku wrócił do Napredaka, gdzie grał do 2010 roku, rozgrywając 80 meczów ligowych. W rundzie jesiennej sezonu 2010/2011 grał w pierwszoligowym FK Novi Pazar. Następnie był zawodnikiem uzbeckiego Shoʻrtanu Gʻuzor, węgierskiego Kecskeméti TE oraz Metalca Gornji Milanovac.

## Statystyki ligowe
| Sezon         | Klub                     | Liga         | Mecze | Gole |
| ------------- | ------------------------ | ------------ | ----- | ---- |
| 2001/2002     | Napredak Kruševac        | Srpska grupa | 1     | 0    |
| 2002/2003     | Napredak Kruševac        | Srpska grupa | 9     | 0    |
| 2003/2004     | Napredak Kruševac        | Prva liga    | 17    | 0    |
| 2004/2005 (j) | Napredak Kruševac        | Srpska grupa | 19    | 6    |
| 2004/2005 (w) | Wisła Płock              | I liga       | 9     | 0    |
| 2005/2006 (j) | Wisła Płock              | I liga       | 13    | 1    |
| 2006/2007 (j) | FK Vojvodina             | Super liga   | 4     | 0    |
| 2006/2007 (w) | Borac Čačak              | Super liga   | 9     | 0    |
| 2007/2008     | Napredak Kruševac        | Super liga   | 24    | 3    |
| 2008/2009     | Napredak Kruševac        | Super liga   | 29    | 3    |
| 2009/2010     | Napredak Kruševac        | Super liga   | 27    | 4    |
| 2010/2011 (j) | FK Novi Pazar            | Prva liga    | 17    | 0    |
| 2011          | Shoʻrtan Gʻuzor          | PFL          | 23    | 2    |
| 2012/2013 (j) | Kecskeméti TE            | NB I         | 0     | 0    |
| 2012/2013 (j) | Metalac Gornji Milanovac | Prva liga    | 10    | 0    |
| 2014          | FK Buxoro                | PFL          | 23    | 3    |
| 2015          | FK Andijon               | PFL          | 15    | 2    |
| 2015/2016     | FK Loznica               | Prva liga    | 5     | 0    |